# Hajdoš
Hajdoš (také Gajdoš nebo Velký Gajdoš, ukrajinsky Гайдош, maďarsky Nagygajdos, je částí obce Kybljary, v územní komunitě Seredné, v okrese Užhorod v Zakarpatské oblasti Ukrajiny. V roce 2025 zde žilo 454 obyvatel.

## Místní části
- Kozno (Козно)

## Historie
Ves byla zmiňována již ve 14. století. Do uzavření Trianonské smlouvy byla součástí Uherska, poté byla součástí Československa. Během druhé světové války byla okupována Maďarskem. Od roku 1945 byla součástí Ukrajinské sovětské socialistické republiky, která byla součástí Sovětského svazu; nakonec od roku 1991 je součástí samostatné Ukrajiny.